# Alexander Wienerberger
Alexander Wienerberger (8. prosinca 1891., Beč   - 5. siječnja 1955., Salzburg ) bio je austrijski kemijski inženjer koji je 19 godina radio u kemijskim poduzećima SSSR-a. Dok je radio u Harkivu, stvorio je seriju fotografija o Holodomoru 1932. – 1933., koje su fotografski dokaz masovne umjetno i ciljano izazvane gladi ukrajinskog naroda u to vrijeme. 

## Život
Alexander Wienerberger rođen je 1891. u Beču, u obitelji miješanog porijekla. Unatoč činjenici da je njegov otac bio Židov, a mati Čehinja, sam Aleksandar se, prema kćeri, smatrao Austrijancem i ateistom.
Od 1910. do 1914. studirao je na Filozofskom fakultetu Sveučilišta u Beču. 
Tijekom Prvog svjetskog rata mobiliziran je u Austro-ugarsku vojsku, sudjelovao je u bitkama protiv ruske vojske i zarobljen je 1915. godine. 
Godine 1917. dozvoljeno mu je preseljenje u Moskvu, gdje je s prijateljima osnovao kemijski laboratorij. Jeseni 1919. pokušao je pobjeći iz sovjetske Rusije u Austriju preko Estonije pomoću lažnih dokumenata, ali nije uspio: u Pskovu ga je uhitila Čeka. Wienerberger je osuđen za špijunažu. Znatan dio 1920-ih proveo je u zatvoru Lubjanci u Moskvi. Za vrijeme boravka u zatvoru, sovjetska vlada cijenila je njegove sposobnosti kao kemičara, koje je zapošljavalo strane zatvorenike koji su radili u proizvodnji. Wienerbergera su imenovali inženjerom za proizvodnju lakova i boja, a kasnije je radio u tvornicama za proizvodnju eksploziva.
1927. raskinuo je brak s Josefine Rönimois, rodom baltičke Njemice. Bivša supruga, zajedno s kćeri Annemarie i sinom Aleksandrom, ostala je u Estoniji (kasnije se Annemarie preselila u Austriju). 
Wienerberger je 1928., prvi put nakon zatvora, posjetio rodbinu u Beču i sklopio novi brak s Lilly Zimmermann, kćeri proizvođača iz Schwechata. Po povratku u Moskvu, ukinuta su ograničenja koja su omogućila njegovoj ženi da se preseli u Sovjetski Savez. 1931. supruga mu je dozvoljena da se nakratko vrati u Beč, gdje je rodila njihovu kćer Margot. 
Početkom 1930-ih obitelj Wienerberger živjela je u Moskvi, gdje je Alexander imao položaj u kemijskoj tvornici. 1932. god poslan je u Ljubučhany (Moskovska oblast) na mjesto tehničkog direktora tvornice plastike, a 1933. premješten je na ravnopravni položaj u Harkovu. 

### Fotografski dokazi o gladi 1932. – 1933.
Živeći u Harkovu, tadašnjoj prijestolnici Ukrajinskog SSR-a, Wienerberger je bio svjedokom velike gladi i fotografirao prizore koje je vidio na ulicama grada, unatoč prijetnji od hapšenja od strane NKVD-a.
Tijekom svog boravka u Harkovu, Alexander Wienerberger potajno je stvorio oko 100 fotografija grada tijekom Holodomora. Njegove fotografije prikazuju redove gladnih ljudi u trgovinama, gladuju djecu, tijela ljudi koji su umrli od gladi na ulicama Harkova i masovne grobnice žrtava gladi. Inženjer je svoje fotografije stvorio pomoću njemačke kamere Leica, koju su mu vjerojatno prenijeli prijatelji iz inozemstva.
Odlazeći u Austriju 1934. godine, Wienerberger je poslao negativi diplomatskom poštom uz pomoć austrijske ambasade. Austrijski diplomati inzistirali su na takvoj mjeri opreza, jer je velika vjerojatnost pretresa osobnih stvari na granici, a eventualno otkrivanje fotografija moglo bi mu ugroziti život. Po povratku u Beč Wienerberger je slike predao kardinalu Theodoru Innitzeru koji ih je zajedno s glavnim tajnikom Međunarodnog odbora nacionalnih manjina Ewaldom Ammendejem predstavio Ligi naroda.
1934. Domoljubni front u Austriji objavio je fotografije Wienerbergera u maloj brošuri pod nazivom "Rußland, wie es wirklich ist" (Rusija, kakva doista jest), ali bez pripisivanja.
Fotografije Wienerbergera prvi put su javno dostupne 1935. godine zahvaljujući objavi u knjizi "Treba li Rusija gladovati?" (Muss Russland Hungern) Ewald Ammende ; autor fotografija nije bio spomenutza zabrinutost za sigurnost svog autora. Alexander Wienerberger je 1939. objavio u Austriji vlastitu knjigu memoara o životu u Sovjetskom Savezu, u kojoj su dva poglavlja posvećena Holodomoru. Fotografije su uvrštene i u njegove memoare objavljene 1942.
1944. Wienerberger služio je kao časnik za vezu Ruske oslobodilačke vojske. Nakon rata uspio je izbjeći prebacivanje u sovjetske trupe - završio je u američkoj okupacijskoj zoni u Salzburgu, gdje je i umro 1955.
 

Trenutno su fotografije Wienerbergera objavljene u mnogim drugim radovima, a posebno su izložene u Kanadskom muzeju za ljudska prava u Winnipegu. 

## Vanjske poveznice

### Na ukrajinskom
- Голодомор - Знімки австрійського фотографа-аматора, зображення жертв, місць масових поховань на околицях Харкова та вимерле від голоду село.  Arhivirana inačica izvorne stranice od 24. siječnja 2018. (Wayback Machine)  МЗС України
- Александр Вінербергер у спогадах доньки. Національний музей Голодомору-геноциду BBC Україна
- Це був геноцид: історія британської фотохудожниці, яка ширить пам'ять про Голодомор
- Зустріч з правнучкою інженера Вінербергера, автора унікальних фото Голодомору.Національний музей Голодомору-геноциду BBC Україна
- Український Голодомор очима австрійця. Радіо «Свобода»
- Люди помирали просто на узбіччях - жахіття Голодомору очима австрійського інженера Вінерберґера. Gazeta.ua
- Люди Правди, кремлівська пропаганда і корисні ідіоти.  Arhivirana inačica izvorne stranice od 30. svibnja 2020. (Wayback Machine) Дзеркало тижня
- Невідомі фото Голодомору інженера Вінербергера. Радіо «Свобода»
- «Годували свиней трупами»: опубліковано невідомі раніше фото Голодомору. Obozrevatel
- Голодомор: унікальні фото від австрійського інженера. Ukrinform
- Іноземці про Голодомор: унікальні фото від австрійського інженера. Glavcom.ua

### Na drugim jezicima
- Holodomor u Harkovskoj regiji. Fotografiju Aleksandra Wienerbergera
- Alexander Wienerberger: Sjećanja njegove kćeri [preuzeto 20.10.2013].
- Alexander Wienerberger Britanska fotografska povijest
- Ukrajinski holodomor očima Austrije
- Josef Vogl. Alexander Wienerberger   - Fotograf des Holodomor. U: Dokumentationsarchiv des österreichischen Widerstandes (Hrsg. ), Feindbilder, Wien 2015 (= Jahrbuch 2015), S. 259—272
- Unikalʹnye foto Goloomora v Ukraine: njihov tajkom snâl Aleksandr Vinnerberger
- «Riskuya pohodâtʹ v osteniki NKVD, moj padež fotografirao žrtvu Goloomora»